# Adıyaman (provincie)
Adıyaman (Koerdisch Semsur) is een provincie in het zuidoosten van Turkije. De provincie heeft een oppervlakte van 7033 km², 7871 km² wanneer wateroppervlakken worden meegeteld.

## Bevolking
In 2000 telde de provincie 623.811 inwoners, waarvan 338.939 in de provinciehoofdstad Adıyaman. De bevolking bestaat grotendeels uit Koerden.

## Ligging
Adıyaman ligt in het zuidoosten van Anatolië, omgeven door de provincies Gaziantep, Malatya, Şanlıurfa, Kahramanmaraş en Diyarbakır.
Het gebied is zeer bergachtig. In Kâhta begint ook het Atatürk-stuwmeer, het grootste stuwmeer van Turkije.

## Bestuurlijke indeling

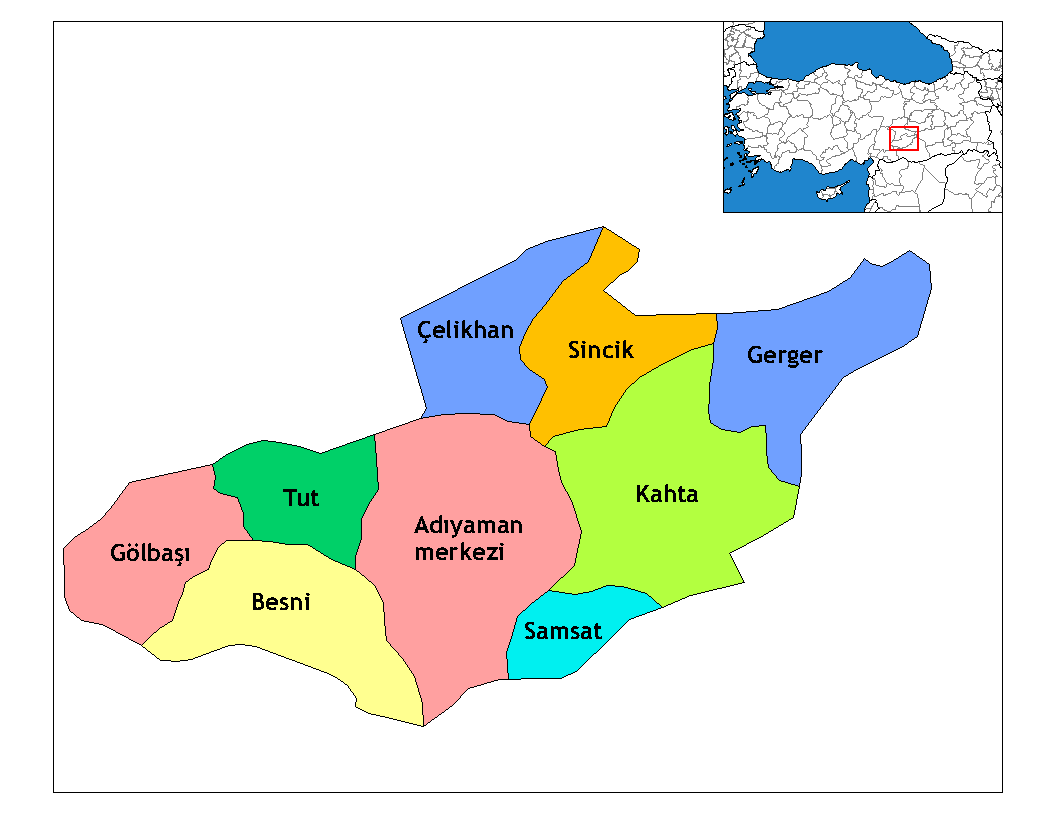
Districten van Adıyaman

### Districten
De provincie bestaat uit de volgende negen districten:
| - Adıyaman (Merkez) (Koerdisch Semsur) - Besni - Çelikhan (Koerdisch Çêlikan) | - Gerger (Koerdisch Aldûs) - Gölbaşı (Koerdisch Serê Golan) - Kâhta (Koerdisch Kolik) | - Samsat (Koerdisch Semsat) - Sincik - Tut |

## Monument
In deze provincie ligt het werelderfgoed Nemrut Dağı.